# Mapei Stadium - Città del Tricolore
 (décembre 2023).
Si vous disposez d'ouvrages ou d'articles de référence ou si vous connaissez des sites web de qualité traitant du thème abordé ici, merci de compléter l'article en donnant les références utiles à sa vérifiabilité et en les liant à la section « Notes et références ».
Le Mapei Stadium-Città del Tricolore, est un stade multi-sport situé dans la ville de Reggio d'Émilie en Italie. 
Bien que ce stade accueille prioritairement l'AC Reggiana (équipe de Lega Pro, 3e division du championnat de football italien et l'US Sassuolo (équipe de serie A, 1re division du championnat de football italien), l'enceinte est parfois utilisée pour des matchs de rugby. Il peut accueillir 29 546 spectateurs. 
Il fut achevé en 1995 pour remplacer le Stadio Mirabello.

## Histoire
Le stade peut accueillir 21 525 personnes et a été construit en 1995, en remplacement du Stadio Mirabello. Il a été baptisé Stadio Città del Tricolore le 11 mars 2012, après avoir porté le nom de Stadio Giglio. Le 8 juillet 2013, le stade a reçu la dénomination actuelle pour des raisons de propriété (acquis par Mapei auprès de la commune de Reggio d'Émilie).
À partir de la saison 2013-2014, le promu en Serie A, l'US Sassuolo joue dans le  Stadio di Reggio Emilia Città del Tricolore. Il a signé un accord avec Reggiana pour la location du stade sur une durée de deux ans. L'accord comprend aussi une amélioration des infrastructures : augmentation de la capacité à 23 717 places, pose de gazon hybride (naturel et synthétique), nouveau système de drainage et le stade prend le nom de la société propriétaire du club de l'US Sassuolo : le Groupe Mapei. Le stade est ainsi renommé Mapei Stadium-Città del Tricolore.
Le stade accueille la finale de la Ligue des champions féminine 2015-2016. Il subit alors quelques travaux pour que le stade soit conforme au règlement de l'UEFA : construction de sièges dans les deux virages et amélioration de l'accessibilité pour les personnes handicapées. Les travaux ont coûté 700 000 euros. Le 12 août 2015, le Mapei Stadium a été le premier stade de l'Italie à utiliser la technologie Hawk-Eye qui valide ou non le but en analysant si le ballon a bien franchi la ligne de but.
Le stade est unique en ce sens qu'un fossé rempli d'eau a été construit entre le terrain et les tribunes pour tenter d'empêcher les invasions de terrain. Comme l'eau provient d'une rivière voisine, il est même arrivé que des supporters qui s'ennuyaient pêchent avec succès dans le fossé.
La finale de la ligue des Champions féminine s'y est déroulée en 2016.
Le 20 novembre 2020, il est annoncé que le stade accueillerait la Supercoupe d'Italie 2020 entre la Juventus et Naples,  tandis que le 2 avril 2021 il a été annoncé que le stade accueillerait la finale de la Coupe d'Italie 2021 entre l'Atalanta Bergame et la Juventus.